# Kari Martens
Kari Johannes Martens, född 5 juli 1957 i Finland, är en svensk triathlet bosatt i Partille kommun (2008).
Martens främsta merit är en andraplats vid Decatriathlon (2008, i Mexiko), den enda tävlingen på distansen 10 gånger ironman-distansen, på tiden 8 dagar, 20 timmar. Han är den ende svensk som fullföljt denna distans (38 km simning, 1800 km cykling, 422 km löpning, med tävlingsklockan gående hela tiden).
Övriga meriter:
- 21 genomförda tävlingar på Ironman-distans
- 1 genomförd tävling på Ultraman-distans (10 km simning, 360 km cykling, 84 km löpning på tre dagar, på Hawaii), 2:a i 50-årsklassen.
- Flera på 2 till 3-dubbel Ironman-distans